# Black Flag (album)
Black Flag – ósmy album studyjny węgierskiej grupy muzycznej Ektomorf.

## Lista utworów
1. War Is My Way - 5:11
2. Unscarred - 4:07
3. The Cross - 3:57
4. Cut It Out - 3:40
5. Black Flag - 4:04
6. Private Hell - 3:40
7. 12 Angels - 1:57
8. Enemy - 2:09
9. Fuck Your God - 2:49
10. Never Surrender - 2:56
11. Sick Love - 3:27
12. Feel Like This - 3:01
13. Kill It - 3:51
14. The Pretender (Foo Fighters cover) - 4:27

## Twórcy
- Zoltán Farkas - śpiew, gitara
- Róbert Jaksa - perkusja
- Murvai Szabolcs - gitara basowa